# Szomolányi csata
A szomolányi csata a Rákóczi-szabadságharc egyik kisebb ütközete, melyet 1704. május 28-án vívtak a Kis-Kárpátokban fekvő Szomolány közelében. A szabadságharc első olyan diadala volt, ahol a tapasztalatlan és képzetlen kurucok reguláris császári egységeket futamítottak meg gazdag zsákmányra szert téve ezzel.

## Előzmények
1704 márciusában az újonnan kinevezett császári fővezér, Sigbert Heister hadjárata során visszafoglalta a kurucoktól két hónappal korábban meghódított dunántúli területeket. Májusban Forgách Simon vezetésével újra megjelentek a kurucok a térségben, lekötve ezzel a Bercsényi által vezetett kuruc fősereg ellen készülődő Heister figyelmét.

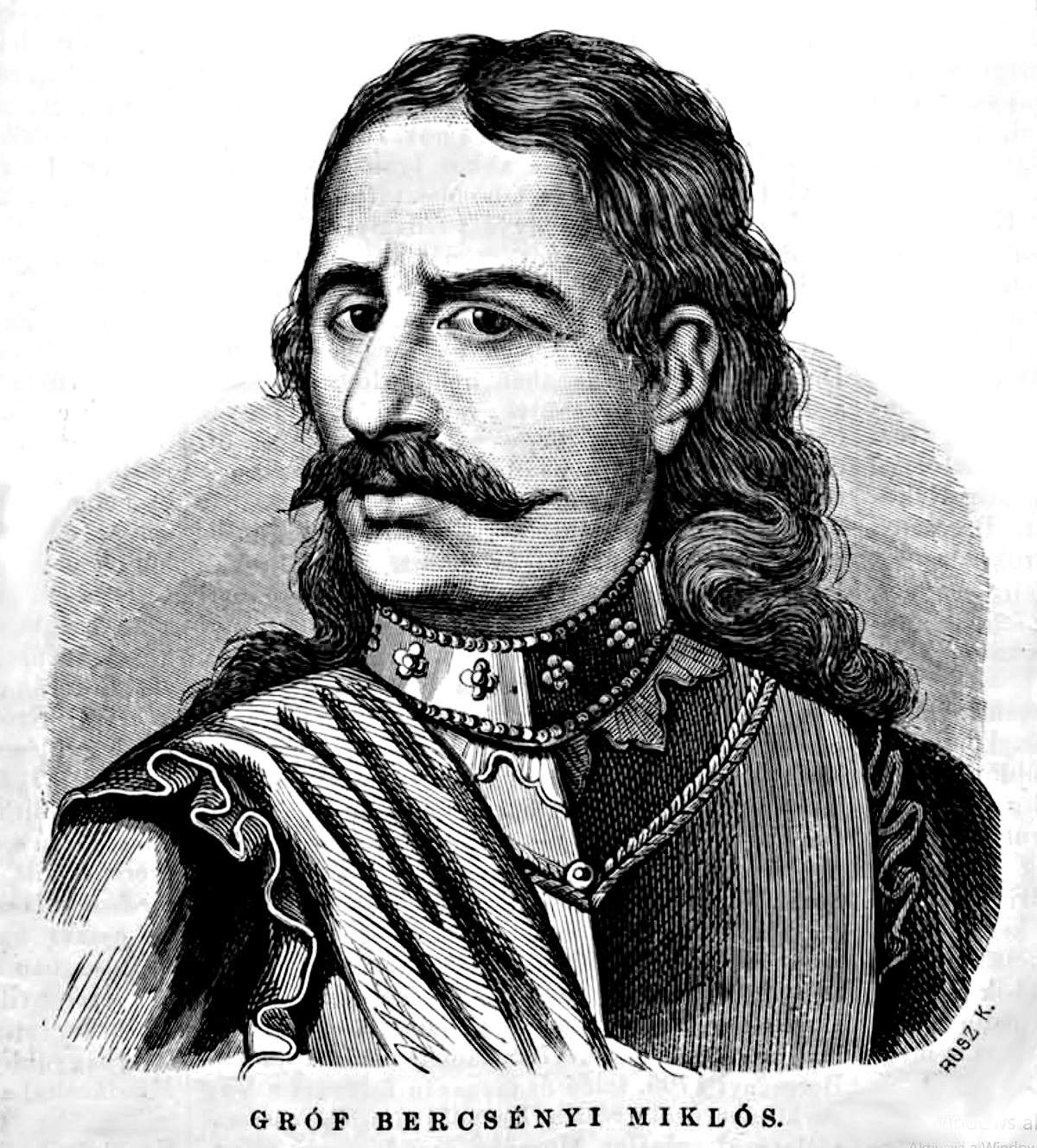
Bercsényi Miklós generális

Pálffy János császári tábornok Bercsényi és Károlyi előrenyomulását látva kb. 2000 fős seregével kiürítette Nagyszombatot és Pozsony alá vonult vissza. Arra utasította Ritschant, hogy keljen át a Kis-Kárpátokon és ne Nagyszombat, hanem Modor környékén csatlakozzon hozzá. Két példányban küldött levelének egyikét a kurucok elfogták, majd Bercsényi kezébe került. Ő ez alapján Ocskayt arra utasította, hogy egységével az előrenyomuló Ritschan elől térjen ki, engedje be a szomolányi szorosba, az út mentén pedig rejtse el a Rákóczihoz hű szlovák felkelőket. Saját seregével is elindul Szomolány felé, a Nagyszombatba benyomuló Károlyit is erre utasította, erősítésül pedig Ottlyk György huszárezredét is maga mellé rendelte.

## A csata

### A szemben álló felek
A Morvaország felől érkező, eredetileg Pozsony felé tartó Johann von Ritschan tábornok serege (2331 gyalogos, 250 lovas, 4 ágyú) többnyire újoncokból állt.
| Ezred neve                    | Létszám |
| ----------------------------- | ------- |
| Deutschmeister-gyalogezred    | 473 fő  |
| Holstein–Plőn-gyalogezred     | 129 fő  |
| Starhemberg Guido-gyalogezred | 625 fő  |
| Kriechbaum-gyalogezred        | 468 fő  |
| Jung-Daun-gyalogezred         | 454 fő  |
| Maltzan dán gyalogezred       | 182 fő  |
| Visconti vértesezred          | 150 fő  |
| Taaffe vértesezred            | 50 fő   |
| Vaubonne-dragonyosezred       | 50 fő   |

Heister utasítása értelmében május 26-án indult el Szakolcáról jelentős mennyiségű (70 szekér) élelmet és felszerelést szállítva magával. A szekereken utaztak a tisztek családtagjai is. 52 km nehéz terepen való megtétele után Jabláncon keresztül éjjel érkeztek Szomolányba, ahol Ritschan egynapi pihenőt rendelt el. Eközben értesült a nagyobb kuruc seregek közeledtéről, mire haditanácsot hívott össze. Itt főtisztjei (Bertram Wachtendonk alezredes a Deutschmeister-ezred parancsnoka, Leopold Maltzan ezredest, a dán zászlóalj parancsnoka és Giordani kapitány, a Visconti vértesszázad parancsnoka) felettesük álláspontját (tovább kell vonulni dél felé, Vöröskőn felvenni az utána küldött erősítést, majd egyesülni Pálffy seregével) leszavazták. Szerintük ugyanis ezzel a hadmozdulattal védtelenné válnának a Morvaországba vezető útvonalak, így a kurucok portyái fenyegetnék ezt a tartományt. Erre Ritschan éjjel 11 órakor – különösebb felderítés nélkül – az előző napi útvonalon visszaindult Jabláncra.

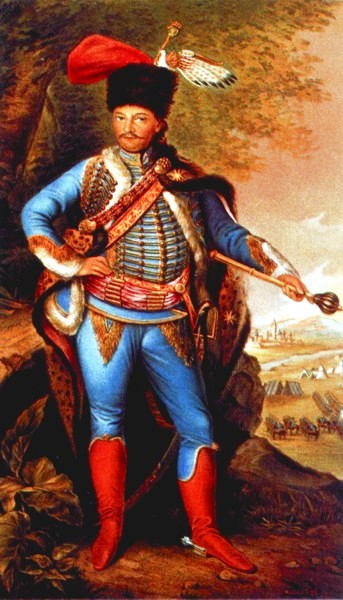
Gróf Károlyi Sándor generális

Eddigre azonban Károlyi seregei is a közelbe értek. Ő kb. 4000 lovast irányított és Nagyszombatból érkezett Szomolány és Nádas közelébe.
Eközben Ocskay kb. 1000 lovasával Ritschan közelében, a Fehér-Kárpátok és a Morva között portyázott, Ottlyk György 300 huszárja Csejte és Varbó környékén tartózkodott, Bercsényi pedig 8-10000 emberével még az utolsó érsekújvári sáncokat foglalta el, majd 27-én éjjel ő is megindult Szomolány felé.

### A csata első szakasza
Ritschan egységei az éjszaka és a felszerelést szállító szekerek miatt rendkívül lassan haladtak. 28-án éjjel 2 óra körül érkeztek a Nádastól északra fekvő erdőbe, ahol Ocskay és a hozzá csatlakozott szlovák felkelők tüzet nyitottak rájuk. Kb. fél órányi harc után a felkelők a túlerő elől kihátráltak az erdőből.
Eközben Károlyi mintegy 2000 lovasa a császári menetoszlop Wachtendonk és a dán Maltzan által irányított végét támadta meg. Az itteni újonc katonák meghátráltak, de a visszaforduló Ritschan és erősítése oldalba támadta a kurucokat, akik 4 óra körül visszavonultak. Ebben az összecsapásban a kurucok 300, a császáriak 100 főt veszítettek. A fején és a karján könnyebben megsérült Ritschan, a karján Wachtendonk is.
Ezalatt a felszerelést szállító szekerek a Trnava patak mocsaras melléke és a Jabláncra vezető hágó felé emelkedő út miatt igen lassan haladtak. Ritschan egyik ágyúját ezek védelmére rendelte, hármat a menetoszlop végén hagyott. Az erdőben újra gyülekező kurucokat látva ide is erősítést rendelt, célja a szekerek mielőbb átjuttatása volt a hágón. Ekkor már sebesülése miatt csak kocsin tudott utazni, a menetoszlop elejénél tartózkodott. A csata további részében a császári hadsereg egy Ritschan vezette első és egy Wachtendonk és Maltzan vezette hátsó, egyre jobban lemaradó részre esett szét. A két egységet Károlyi lovassága választotta el egymástól.

### A császári sereg első része
Az osztrák sereg első része 9 óra körül jutott át az erdőn. Ritschan itt úgy határozott, hogy bevárja csapatait. A hátraküldött tisztek azonban nem találták a menetoszlop végét.
Nem sokkal később azonban Wachtendonk hátramaradt egységeitől küldöncök érkeztek Ritschanhoz, akik újabb lőszeradagokat kértek. A tábornok így biztonságban érezve egész menetoszlopát, ismét folytatta útját Jablánc felé. A következő magaslatnál újabb pihenőt tartott. Felderítői itt azzal szembesültek, hogy a tőlük keletre fekvő magaslatokat kurucok szállták meg. Ezek Bercsényi időközben beérkezett egységei voltak. Ritschan tőlük tartva alig 700 emberével sietősen folytatta útját, hogy mielőbb a jablánci várkastélyba húzódjon, a felszerelést pedig – mivel a szekerek nem férnének el a kicsiny várudvaron – a Miava-patak túloldalán szekérvárral helyezze biztonságba. Dél körül el is érte a kastélyt, ám eddigre a kurucok teljesen bekerítették.

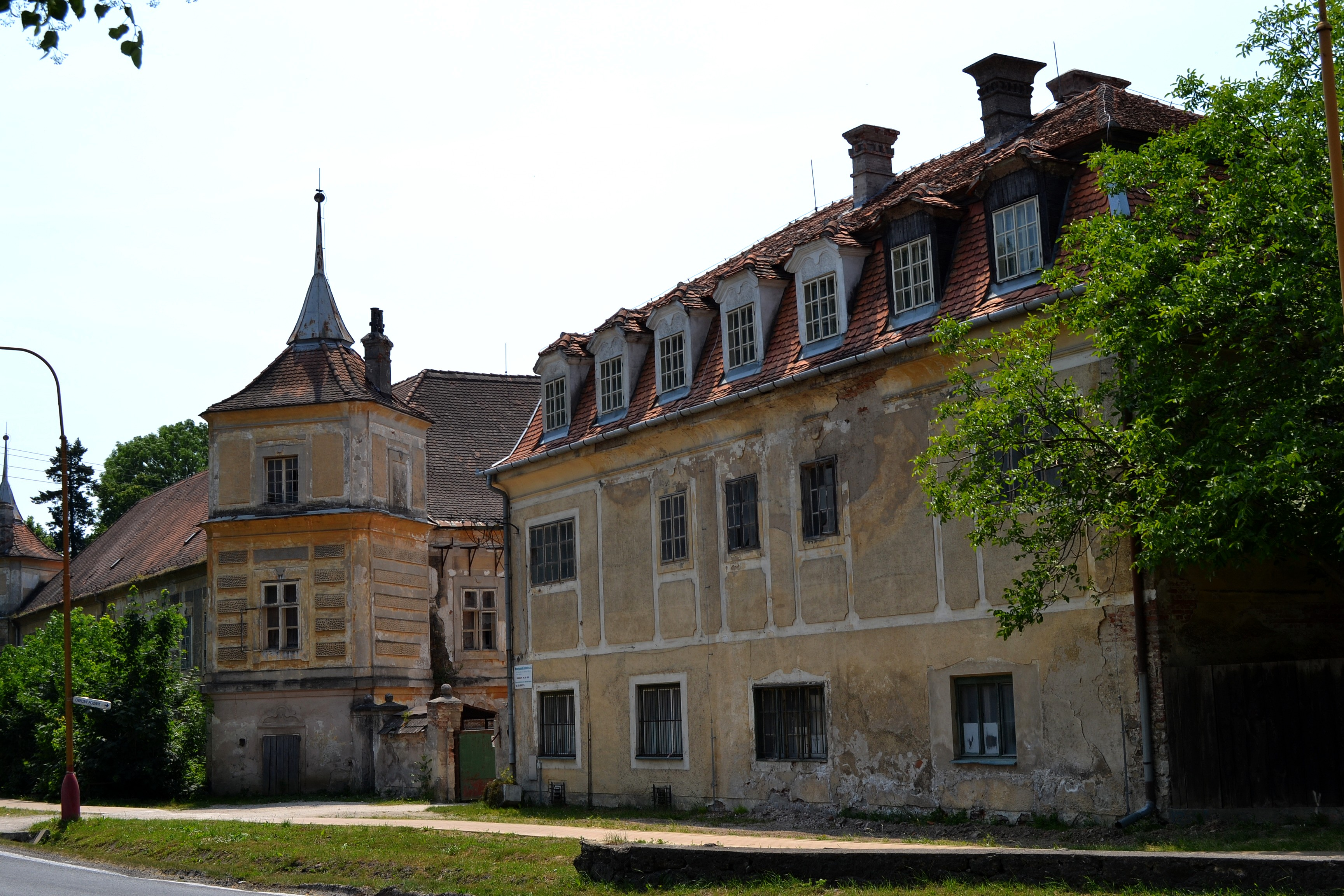
Jablánc várkastélya napjainkban

Az idős tábornok elszánta magát a végsőkig való védekezésre, hozzálátott a várkastély ostromra való felkészítéséhez. Amikor este Bercsényi felszólította a megadásra, mégis két tisztet küldött ki egyezkedni, ugyanis tisztjei lebeszélték a hiábavaló vérontásról. De ebben az is szerepet játszhatott, hogy ekkor már tudta, hogy a délután folyamán a felszerelést szekérvárban őrző Giordani kapitány embereit Ebeczky István huszárjai megfutamították és a zsákmányt megszerezték. A lovasság nagyrészt elmenekült, de a kurucok sokáig üldözték a menekülő császári gyalogságot.
A kurucok részéről Ottlyk György és Ebeczky Imre vettek részt a megadásról szóló tárgyaláson. 18-20 óra környékén az a megállapodás született, hogy a várkastélyba menekült császáriak leteszik a fegyvert és fogságba vonulnak.

### A császári sereg lemaradó egységei
A menetoszlop végén található csapatok a rossz vezetés és a folyamatos kuruc rajtaütések miatt az útról letérve nem Jablánc irányába, hanem attól délre tartottak. Valószínűleg a helyi parasztok is segítették a hajdúkat abban, hogy az ellenség mellett vagy előtt haladva állandóan nyugtalanítsák őket. A császáriak ágyúikat a sűrű erdőben nem tudták használni, szabályos ütközet kialakítására esély sem volt. Wachtendonknak az erdő túlsó végéig tartó a kb. 3 km-es távolság megtételéhez 7 órára volt szüksége. Ezalatt az idő alatt végig azt hitte, hogy a helyes úton, Ritschan nyomában halad, aki már biztonságban eljutott Jabláncra. Fogytán volt az egységek lőszere is, a korábban már említett utánpótlást kérő tisztek ugyanis nem érkeztek vissza.
Csak az erdőből kiérve szembesült azzal, hogy rossz helyen van, tájékoztató ágyúlövéseire pedig nem érkezett Ritschantól válasz. Így a közeli Rozbechi faluba próbált vonulni, hogy ott kedvezőbb állásokból fogadhassa az őt üldöző kurucok várható támadását. Eközben vette észre a Jablánc felől elmenekülő császári lovasságot (a szekértábor kuruc megrohanása után széledtek szét). Mivel úgy gondolta, hogy a Jabláncba beszorult Ritschanon segíteni már nem tud, ő is visszavonult a császári őrséggel rendelkező Éleskő vára felé. Eközben kisebb összeütközésbe került a helyszínre nemrég érkezett Ottlyk György 300 huszárjával. Két nap múlva, 30-án 1100 emberével és 3 ágyújával megérkezett Morvaországba.

### Veszteségek
A csatában elesettek számáról csak igen bizonytalan adatok állnak rendelkezésünkre. A kurucok veszteségét 300-400 főre tehetjük. A császáriakét a korabeli osztrák források 700, magyar források 4000 főben állapították meg. Markó és Bánlaky szerint 1000 fő körül lehetett. Jabláncban Ritschannal együtt fogságba esett a felesége, 24 főtiszt és 300 ember. Rajtuk kívül a kurucok még kb. 400 foglyot ejtettek. A császáriak teljes hadfelszerelésüket (70 szekér) és 3 ágyújukat is elvesztettek. A kurucok zsákmányába került fegyverekkel, ruhákkal több ezredet is fel lehetett volna szerelni.

## Következmények
Ritschan és felesége hintóval, a császári tisztek saját lovukon indulhattak fogságuk színhelyére, Nagyszombatba. A kuruc katonák másnap a Nagyszombat melletti Majtényba vonultak, ahol Károlyi vezetésével felosztották a gazdag zsákmányt. Ritschan 19 hétig, 1704. októberéig volt a kurucok fogságában, amíg a kiváltásáról folyó tárgyalások tartottak. Végül 3000 forint váltságdíj és 50 kuruc fogoly szabadon engedéséért szabadult ki.
A szomolányi győzelem jelentősége, hogy megakadályozta azt, hogy Heister, Ritschan és Pálffy János tábornokok seregei egyesülve a Felvidék nyugati részének visszafoglalására induljanak. Lehetővé tette továbbá, hogy a kurucok portyákat indítsanak Morvaországba (Ocskay) és Alsó-Ausztriába (Károlyi). Ezek alkalmával nemcsak gazdag zsákmányra tettek szert, felbosszantották a császárt (Károlyi a születésnapján gyújtatta fel a Bécs környéki falvakat, hogy ünnepi kivilágítást rendezzen, megölték a simmeringi császári állatkert párducait), hanem azt is elérték, hogy a későbbi időkben a császári tábornokok jobban vigyázva a császárvárosra, óvatosabban nyomultak be Magyarország belsejébe (pl. koroncói győzelme után Heister visszavonult a nyugati határ térségébe).
A győzelmeiket a kurucok azonban nem tudták kihasználni, mert a zsákmány szétosztása után a katonák egy része szétszéledt, két héttel később pedig a Forgách Simon vezette dunántúli sereg nagy vereséget szenvedett Koroncó közelében, így a Dunántúl nagy része újra császári fennhatóság alá került.